# 櫻庭有紗
櫻庭 有紗（さくらば ありさ、9月18日 - ）は、日本の女性声優。青森県出身。アーツビジョン所属。

## 経歴
中学時代に演劇部に所属しており、高校でも演劇を続けたかったものの、進学した高校で演劇部が廃部したことから、放送部に入り朗読を始めた。高校1年生だった頃に放送部を対象とした大きな大会に勝ち進み、全国大会に出場できたという。その後、大学に通いながら週1回通うことができる日本ナレーション演技研究所を見学後、体験レッスンを受けた後に日ナレに入所。研修科に2年間通い、ナレーターセミナーを並行して受講し、研修科終了後に所内オーディションに合格後、アーツビジョン所属となった。

## 人物
趣味・特技は振り付け、イラストを描くこと。小さい動物が好きである。
許せないことがあるとバシッと言うタイプだと語っている。

## 出演
太字はメインキャラクター。

### テレビアニメ
2016年
- 少年メイド（子供時代の桂一郎）
- ハイスクール・フリート（福内典子）
- はんだくん（日高秋子）
- orange（伊那）
- 斉木楠雄のΨ難（女子高生B、女子生徒D、健太の母）
- 競女!!!!!!!!（生徒）
- うたの☆プリンスさまっ♪ マジLOVEレジェンドスター（女性アナウンサー）

2017年
- sin 七つの大罪（サタン）
- GRANBLUE FANTASY The Animation（避難者）
- ID-0（参謀）
- パズドラクロス（女性）
- 魔法陣グルグル（受付）
- ナイツ&マジック（フィリア）
- Just Because!（乾依子）
- 食戟のソーマ シリーズ（2017年 - 2020年、女性客A、女性秘書、料理人F） - 2シリーズ
- 血界戦線 & BEYOND（シャローン）
- いぬやしき（姉、客、乗客、少女）
- クラシカロイド（2017年 - 2018年、女子高校生、店員D）

2018年
- バジリスク 〜桜花忍法帖〜（蜩七弦〈幼少期〉）
- ダメプリ ANIME CARAVAN（街娘）
- ハクメイとミコチ（トカゲモドキの店主）
- キリングバイツ（城戸の母）
- こみっくがーるず（琉姫の編集）
- ゴールデンカムイ（村の女）
- ハイスクールD×D HERO（女性）
- レイトン ミステリー探偵社 〜カトリーのナゾトキファイル〜（ストライプスーツの女）
- 鹿楓堂よついろ日和（女性）
- ヒナまつり
- プラネット・ウィズ（パイロットの妻）
- 殺戮の天使（女）
- はねバド!（石澤望）
- Back Street Girls -ゴクドルズ-（アンジェリナ）

2019年
- モブサイコ100 シリーズ（2019年 - 2022年、客、母親、女生徒C、客B、生徒C 他） - 2シリーズ
- バミューダトライアングル 〜カラフル・パストラーレ〜（村人）
- 荒野のコトブキ飛行隊（踊り子）
- Fairy gone フェアリーゴーン（オークション来場者）
- メルヘン・メドヘン（トリスタン）
- フルーツバスケット（不良）
- ダンジョンに出会いを求めるのは間違っているだろうかII（女団員、イライザ）
- ポチっと発明 ピカちんキット（理科の先生）
- 旗揚!けものみち（カーミラ）
- 七つの大罪 神々の逆鱗（2019年 - 2020年、巨人族、アニー、女）
- ライフル・イズ・ビューティフル（2019年 - 2020年、榎本こまち）
- 魔入りました!入間くん（2019年 - 2023年、パイモン） - 2シリーズ

2020年
- マギアレコード 魔法少女まどか☆マギカ外伝（女子中学生A）
- 推しが武道館いってくれたら死ぬ（おしゃれ女子）
- ソマリと森の神様（ハイトラの妻）
- 恋とプロデューサー〜EVOL×LOVE〜（コメント女性）
- ふしぎ駄菓子屋 銭天堂（2020年 - 2024年、アナウンス、千里の母、女性、おみつ）
- 炎炎ノ消防隊 弐ノ章（キャバ嬢、女子生徒）
- 体操ザムライ（ギャルサーのリーダー）
- ミュークルドリーミー（英語教師）

2021年
- 文豪ストレイドッグス わん!（母）
- ホリミヤ（教師）
- スケートリーディング☆スターズ（リポーター）
- ひぐらしのなく頃に業（女の子）
- 呪術廻戦（藤沼〈姉〉）
- 憂国のモリアーティ（ドリス）
- ゴジラ S.P ＜シンギュラポイント＞（子供、乗客B、アナウンサー、キャスター、アナウンサーC 他）
- ましろのおと（メグメグ）
- Vivy -Fluorite Eye's Song-（母親）
- ヴァニタスの手記（婦人B）
- ジャヒー様はくじけない!（お姉さん）
- NIGHT HEAD 2041（ホステス）

2022年
- 錆喰いビスコ（嬢、嬢D）
- CUE!（女性記者）
- 骸骨騎士様、只今異世界へお出掛け中（リタ）
- ヒーラー・ガール（玲美の母）
- サマータイムレンダ（菱形千登勢）
- RWBY 氷雪帝国（キャスター〈リサ・ラベンダー〉）
- ブッチギレ!（未亡人）
- てっぺんっ!!!!!!!!!!!!!!!（リンゴ）
- クールドジ男子（女子高生）
- 陰の実力者になりたくて!（女子生徒）
- 忍の一時（受付嬢1）

2023年
- 文豪ストレイドッグス（江川、女将、音声） - 2シリーズ
- 火狩りの王（2023年 - 2024年、燈） - 2シリーズ
- 氷属性男子とクールな同僚女子（TV司会）
- ジョジョの奇妙な冒険 ストーンオーシャン（ウェスの養母）
- 女神のカフェテラス（2023年 - 2024年、流星の母 / 流凛） - 2シリーズ
- 彼女が公爵邸に行った理由（ナオミ・オブライアン）
- 絆のアリル（生徒B）
- ゾン100〜ゾンビになるまでにしたい100のこと〜（あゆみ）

2024年
- カードファイト!! ヴァンガード Divinez（女性マネージャー）
- WIND BREAKER
- 神は遊戯に飢えている。（アスタ）
- 逃げ上手の若君

2025年
- Dr.STONE SCIENCE FUTURE（同僚）
- 九龍ジェネリックロマンス（秘書）
- Aランクパーティを離脱した俺は、元教え子たちと迷宮深部を目指す。（アルビデラ）
- 黒執事 -緑の魔女編-（使用人）
- ざつ旅-That's Journey-（係の女性、女子）
- 鬼人幻燈抄（女中）

### 劇場アニメ
- 劇場版 ダンジョンに出会いを求めるのは間違っているだろうか -オリオンの矢-（2019年、子供）
- きみと、波にのれたら（2019年、女B）
- 劇場版 ハイスクール・フリート（2020年、福内典子）
- 劇場版 七つの大罪 光に呪われし者たち（2021年）
- 劇場版 PSYCHO-PASS サイコパス PROVIDENCE（2023年、子供）
- デッドデッドデーモンズデデデデデストラクション（2024年、みょんみょん） - 前後章[一覧 7]
- わんだふるぷりきゅあ!ざ・むーびー! ドキドキ♡ゲームの世界で大冒険!（2024年、小タヌキ）

### OVA
- 『sin 七つの大罪』ショートアニメ「懺悔録」（2017年、サタン） - Web未公開エピソード
- 転生したらスライムだった件（2020年、ウラムス） - 漫画版第14・16巻OAD付き限定版
- ストライク・ザ・ブラッド IV（2020年、イゼア・ニオス）
- フルーツバスケット -prelude-（2022年、女性）

### Webアニメ
- 『sin 七つの大罪』ショートアニメ「懺悔録」（2017年、サタン）
- ソードガイ The Animation（2018年、女、早苗、エレベーター）
- 紅き大魚の伝説（2018年[11]）
- 日本沈没2020（2020年、妻）
- ぶらどらぶ（2020年、Nurses）
- TIGER & BUNNY 2（2022年、イワン〈幼少〉）
- 七つの大罪 怨嗟のエジンバラ（2022年、魔導士）
- T・Pぼん（2024年、客室乗務員、プラクシテア、ユミ子の母） - 2シリーズ[一覧 8]

### ゲーム
2015年
- ぎゃる☆がん だぶるぴーす（皐月ココ、伊勢奈津美）
- 激突!ブレイク学園（仙道響、琥珀マヤ、牛嶋むね）
- プリンセスコネクト!

2016年
- パズルオブエンパイア（土方歳三、トラヤヌス、テミストクレス）
- 編隊少女 -フォーメーションガールズ-（御子柴玄絵）
- モン娘☆は〜れむ（アルメリア）

2017年
- ゼルダの伝説 ブレス オブ ザ ワイルド（ルージュ）
- 天華百剣 -斬-（八文字長義）

2018年
- ゆりなつ-民宿かがや-（加賀谷幹）
- 世紀末デイズ（浦口真実）
- アストメモリア-Ast Memoria-（シトラ・レプス、アシュレイ・ベイヤード）
- FOX -Flame Of Xenocide- （ビビアン）
- OCTOPATH TRAVELER（テレーズ）

2019年
- 三国BASSA!!（周泰、糜竺）
- CODE VEIN（アウロラ・ヴァレンティーノ）
- エピックセブン（メルセデス、天穹のメルセデス、魔神の影）
- 永远的7日之都（片瑚）

2020年
- OCTOPATH TRAVELER 大陸の覇者（テレーズ）
- デスティニーチャイルド（カーララトリー）
- ゼルダ無双 厄災の黙示録（ルージュ）

2021年
- 廃深
- ブラック・サージナイト（ワイオミング、ノーザンプトン）
- sin 七つの大罪 X-TASY（サタン）
- エクリプスサーガ（トール、ヘラ）
- エクリプスサーガ（トール）
- 東方ダンマクカグラ（丁礼田舞）
- ドールズフロントライン（Gr SL8）
- アーテリーギア -機動戦姫-（トイフェル）
- League of Legends（グウェン）

2022年
- ユグドラ・レゾナンス（パトリシア）
- ドラゴンクエストX 天星の英雄たち オンライン（少年アシュレイ、ハルダザール）
- ウマ娘 プリティーダービー（モンジュー）
- メメントモリ（ロキ）
- Apex Legends モバイル版（ラプソディ）

2023年
- アズールレーン（ロイヤル・オーク）
- ゼルダの伝説 ティアーズ オブ ザ キングダム（ルージュ）
- マブラヴ：ディメンションズ（2023年 - 2024年、朱土岐真白）
- アーマード・コアVI ファイアーズオブルビコン
- 信長の野望 出陣（帰蝶、仙桃院、早川殿）
- 魔女の泉R

2024年
- 護縁（カンギ・ミョウゲツ）
- カイジ外伝：激熱の街（中島絵里、西尾）

2025年
- 根暗なクラスメイトが俺の胃袋を掴んで放してくれない（青木栞乃）

### 吹き替え

#### 担当俳優
チョン・イソ
- パラサイト 半地下の家族（2021年、ピザ屋店長）※日本テレビ版
- 別れる決心（2023年、ミジ）
- 殺人者のパラドックス（2024年、ソン・ヨオク）

#### 映画
2016年
- あか
- 思いやりのススメ
- インデペンデンス・デイ: リサージェンス（マーカス〈ドノヴァン・タイイー・スミス〉）
- X-MEN:アポカリプス
- ゲット!マイライフ（マギー・ワイアット〈グレース・ヴァン・パタン〉）
- ブラフマン・ナーマン ～性春のファイナルアンサー～（パドマ〈アムルシャ・パルチャウドゥリ〉）

2017年
- アサシン クリード
- ワイルド・スピード ICE BREAK（相手選手）
- 西遊記2 ～妖怪の逆襲～（クモ女2）
- 54 フィフティ★フォー（グレース〈ヘザー・マタラッツォ〉）※Netflix版
- 死霊館 エンフィールド事件（マーガレット・ホジソン〈ローレン・エスポジート〉）
- グレッグのダメ日記4
- 最初に父が殺された
- ソーシャル・キラー 金曜日のネットストーカー（ダービー〈ラムジー・ハンチェット〉）
- チキンがおいしいレストラン
- ウィルソン
- ブライト（ペレス警部〈アンドレア・ナヴェド〉）
- マイヤーウィッツ家の人々 (改訂版)（ビクトリア〈グレタ・ガーウィグ〉）
- LOGAN/ローガン
- オクジャ/okja
- マイティ・ソー バトルロイヤル（アスガルド女1）
- パトリオット・デイ
- 少女ファニーと運命の旅

2018年
- 西遊記 ヒーロー・イズ・バック（リュウアーの母）
- 君の名前で僕を呼んで（キアラ〈ヴィクトワール・デュボワ〉）
- クローバーフィールド・パラドックス
- ファーザー・オブ・ザ・イヤー
- 理想の男になる方法
- バッド・シード（シャナ〈ルイゾン・ブリヴェ〉）
- ピーターラビット（ティギーおばさん〈シーア〉）※機内上映版
- Merry Christmas! 〜ロンドンに奇跡を起こした男〜（シャーロット・ウィグモア〈エイディーン・ワイルド〉）
- ワンダー 君は太陽（ヘンリー〈ジェームズ・ヒューズ〉）

2019年
- ザ・プレデター（EJ〈ガブリエル・ラベル〉）
- アリータ: バトル・エンジェル（スクリューヘッド〈エル・ラモント〉）
- バンブルビー（ケイト）
- THE GUILTY/ギルティ（イーベン〈イェシカ・ディナウエ〉）
- アフター（モリー・サミュエルズ〈イアンナ・サーキス〉）
- 6アンダーグラウンド
- ラスト・サマー -この夏の先に-
- コーポレート・アニマルズ 社畜たちの研修旅行（スージー〈ナシム・ペドラド〉）
- ゾンビーズ（イライザ〈カイリー・ラッセル〉）
  - ゾンビーズ2（2020年）
  - ゾンビーズ3（2022年）
  - ゾンビーズ4 バンパイアたちの夜明け（2025年）

2020年
- エンツォ レーサーになりたかった犬とある家族の物語
- アフター -壊れる絆-（モリー・サミュエルズ〈イアンナ・サーキス〉）
- クリスマスドロップ作戦 ～南の島に降る奇跡～（サンシャイン〈ベサニー・ブラウン〉）
- ドクター・スリープ（ディーニー〈チェルシー・タルマッジ〉）
- シカゴ7裁判
- デッドリー・イリュージョン（ダーリーン〈アベラ・バラ〉）
- スローターハウス・ルールズ（クレムジー・ローレンス〈ハーマイオニー・コーフィールド〉）
- ワンダーウーマン 1984（ラクエル）

2021年
- ミッドウェイ（ミリセント〈クリスティー・ブルック〉）
- 13日の金曜日 PART2（ジェシー）※Netflix版
- トムとジェリー（ローラ〈クリスティーナ・チョン〉）
- ホーム・スイート ホーム・アローン（メイ〈アリー・マキ〉）

2022年
- アルゼンチン1985 〜歴史を変えた裁判〜
- 悪魔のいけにえ -レザーフェイス・リターンズ-
- 運命のイタズラ（エイプリル）
- ヘル・レイザー（ノーラ〈イーファ・ハインズ〉）
- モービウス
- ジェイ&サイレント・ボブ 帝国への逆襲（ジュールス・アスナー）※Netflix版
- チューズ・オア・ダイ: 恐怖のサバイバルゲーム（ケイラ〈アイオラ・エヴァンス〉）
- ローマの休日（フランチェスカ）※日本テレビ版2
- セント・エルモス・ファイアー（フェリシア〈ジェニー・ライト〉）※ザ・シネマ版
- M3GAN ミーガン（エヴァ〈キラ・ジョセフソン〉）
- ミセス・ハリス、パリへ行く（パメラ〈ローズ・ウィリアムズ〉）
- アバター:ウェイ・オブ・ウォーター
- リベンジ・スワップ（アレグラ〈レイチェル・マシューズ〉）
- マン・フロム・トロント
- 夜叉 -容赦なき工作戦-

2023年
- ダービーのゴーストカウンセリング（ブリー〈ジェネヤ・ウォルトン〉）
- ドリヴン（キャシー・モレノ〈ジーナ・ガーション〉）※Netflix版
- ハロウィン・キラー!（マリッサ・ソン〈ステフィ・チン＝サルボ〉）
- スラムドッグス（ジェナ〈チャリティー・セルバンテス〉）
- ノーティ・ナイン（ローレル・スティール〈マディリン・ケラム〉）

2024年
- CODE8/コード・エイト Part II
- ディア・グランパ 幸せを拾った日（ジョジョ・ジャコーニ〈クリステン・シャール〉）
- ハンガー・ゲーム0
- セーヌ川の水面の下に（ベン〈森本渚〉）
- ブルー きみは大丈夫
- フレッシュ?! イン・ハイスクール（アリッサ〈アリ・ギャロ〉）
- アイズ・オン・ユー
- ヴェノム:ザ・ラストダンス
- グラディエーターII 英雄を呼ぶ声（少年時代のルシアス）

2025年
- 真心を込めて招待します（ネーヴ〈メレディス・ハーグナー〉）
- バック・トゥ・ザ・フューチャー（リンダ・マクフライ〈ウェンディ・ジョー・スパーバー〉、坊や〈ジョニー・グリーン〉）※日本テレビ版
- バック・トゥ・ザ・フューチャー PART2（スパイク〈ダーリーン・ヴォーゲル〉）※日本テレビ版
- バック・トゥ・ザ・フューチャー PART3（リンダ・マクフライ〈ウェンディ・ジョー・スパーバー〉）※日本テレビ版2
- ラブ・フォーエバー ～ウエディング狂騒曲～（ハンナ〈マチルダ・シェルストレーム〉）
- スーパーマン（キャット・グラント〈ミカエラ・フーヴァー〉）

#### ドラマ
2016年
- 私立探偵ダーク・ジェントリー（ビースト〈エミリー・テナント〉、ワクティ・ワプナシ）
- ピーキー・ブラインダーズ（エスメ・シェルビー〈エイミー＝フィオン・エドワーズ〉）

2017年
- ブラック・ミラー
  - シーズン4 #1（自動音声女）
  - シーズン4 #2（ジャスミン）
  - シーズン4 #3（シャジア・アクハンド）
  - シーズン7（自動音声女）

- ティーン・ウルフ3（ヘイデン、コーラ）
- ヤング・ポープ 美しき異端児 #1（若き日のシスター・メアリー）
- ミルドレッドの魔女学校（モード・スペルボディ〈メイブ・キャンベル、メーガン・ヒューズ〉）※Netflix版

2018年
- ナルコス:メキシコ編（ミミ〈ソシー・ベーコン〉）

2019年
- ザ・ソサエティ（オリビア〈ナオミ・オリヴァー〉）
- セックス・エデュケーション（2019年 - 2023年、メイヴ・ワイリー〈エマ・マッキー〉）
- V Wars（ケイリー・ヴォー〈ジャッキー・ライ〉）

2020年
- アレックス・ライダー（エヴァ〈アナ・ウラル〉）
- SUITS: ジェシカ・ピアソン（アンジェラ〈シャンテル・ライリー〉）
- タイニー・プリティ・シングス（キャシー・ショア〈アンナ・マイシュ〉）
- ロック・アップ/スペイン 女子刑務所（バンビ〈オリビア・デルカン〉）

2021年
- CREEPSHOW/クリープショー #3（カーラ）
- ミセス・アメリカ～時代に挑んだ女たち～（パメラ・ウェーレン〈ケイリー・カーター)〉）
- レオナルド 〜知られざる天才の肖像〜（ジネヴラ、幼少期のレオナルド）

2022年
- カオスなサマー（シェリダン〈チャーリー・ウッキー〉、ヘレン〈シーナ・レイエス〉）
- 大草原の小さな家（ジェブ〈リンゼイ・ケネディー〉）※NHK BS4K版

2023年
- 産婦人科医アダムの赤裸々日記（エリカ〈ハンナ・オンスロー〉）
- 御史とジョイ（ファン・ボリ〈チェ・ウォンビン〉）
- ジェン・ブイ（ジョーダン〈ロンドン・ソア〉）

2024年
- エコー（ボニー〈デヴリー・ジェイコブス〉）
- 殺人者のパラドックス（タンの姉イ・ヨン、プロファイラーのユジョン 他）
- ハウス・オブ・ザ・ドラゴン（ベイラ・ターガリエン〈ベサニー・アントニア〉）
- ベティ ～新たなる日々～（ミラ〈ワニータ・モリーナ〉）
- Accidente/アクシデンテ（ルシア〈マカレナ・ガルシア〉、ブレンダ〈バレンティナ・アコスタ〉、ガボ）
- ウィンター・キング:アーサー王物語（カイヌイン〈エミリー・ジョン〉）
- コンコルディア/Concordia（マチルド〈ジョセフィン・ジュベール〉）
- ワイルドカード〜捜査バディは天才詐欺師!?〜 シーズン1 #7（ブリタニー〈アリソン・ソーントン〉）

2025年
- トゥルークライム・ショー:殺人狂騒曲（トリー〈リアナ・リベラト〉）
- トラウマコード（ソンユン〈チャン・ソンユン〉）
- おつかれさま（ナ・ミノク〈オム・ジウォン〉）
- オッド スクワッド 出動!ヘンテコ捜査局 #4
- バカニアーズ シーズン2（コーラ・メリガン〈マリア・アルメイダ〉）
- イカれてる?!（ウェンディ・ジョーンズ〈エミリー・ラタコウスキー〉）

#### アニメ
2013年
- リック・アンド・モーティ

2018年
- 西遊記 ヒーロー・イズ・バック（リュウアーの母））
- パワーパフガールズ
- 紅き大魚の伝説
- ミラキュラス レディバグ&シャノワール（クロエ・ブルジョア / アンチバグ / クイーンビー / クイーンワスプ / ミラクル・クイーン、ナタリー・サンクール / カタリスト / マユラ、ミレーヌ・アプレール / ホリフィケーター、バスティエ先生 / ゾンビズー、サンドイッチ、CMの声、サポティス、ミシェル、デイジー、バーク 他）
  - ミラキュラス・ワールド ニューヨーク ユナイテッド・ヒーローズ
  - ミラキュラス・ワールド 上海 レジェンド・オブ・レディドラゴン

- スモールフット（ピープル記者）
- モンスター・ホテル クルーズ船の恋は危険がいっぱい?!（クリスタル）

2020年
- ドラゴンズドグマ

2021年
- インビンシブル ～無敵のヒーロー～（イブ/アトムイブ）
- 銀のドラゴン ファイアドレイク（ソレル）
- フェアファクス（メロディ）

2022年
- ミニオンズ フィーバー（ブレットの母）
- 万聖街

2022年
- キフ（キャンドル・フォックス）
- ヒルダの冒険（リディア）

2024年
- 烈火澆愁
- ハズビン・ホテル（リュート、ミムジー、ロージー、クララ）
- 龍族 -The Blazing Dawn-（学生）

### デジタルコミック
- ポン太がヒトになりまして。（2024年、アヤネ[107]、ノリアキの元彼女[108]）
- 愛さないといわれましても～元魔王の伯爵令嬢は生真面目軍人に餌付けをされて幸せになる～（2024年、通行人[109]、地鳴り鳥[110]、使用人、貴族[111]）

### 人形劇
- Thunderbolt Fantasy 東離劍遊紀3（2021年、女官B）

### テレビ・配信番組
※はインターネット配信。
- Lynnと櫻庭有紗の＃だべりば（2023年 - 、ニコニコ生放送※）

### オーディオブック
- 教場（2018年、楠本しのぶ）
- 恋歌（2018年、てつ[112]）
- マチネの終わりに（2018年、三谷）
- 夜の辛夷（2019年[113]、お滝 [114]）
- おまえじゃなきゃだめなんだ（2019年、朗読）

### その他コンテンツ
- 七つの大罪 罪の告白 電脳グリモワール（2016年 - 2017年、サタン）
- 双子とアンドロイドはいつも空腹（教師[115]）
- 恋愛成仏レストラン～涙に聞く魔法のレシピ～（第二話ゲスト[116]）
- ハッピーマリオネット PV（2023年、井原[117]）

## ディスコグラフィ

### キャラクターソング
| 発売日         | 商品名           | 歌                                                               | 楽曲                                   | 備考                                   |
| -------------- | ---------------- | ---------------------------------------------------------------- | -------------------------------------- | -------------------------------------- |
| 2019年12月18日 | 狂竜病は怖いよ！ | カーミラ（櫻庭有紗）                                             | 「ネバギバForever!」                   | テレビアニメ『旗揚！けものみち』関連曲 |
| 2020年4月29日  | 百華繚乱 弐      | 八文字長義（櫻庭有紗）、疱瘡正宗（桃河りか）、村雨助廣（小堀幸） | 「ハチャメチャpanicでパーティtonight」 | ゲーム『天華百剣 -斬-』関連曲          |

### シリーズ一覧
1. ↑  第3期前半『餐ノ皿』（2017年）、第5期『豪ノ皿』（2020年）
2. ↑  第2期『II』（2019年）、第3期『III』（2022年）
3. ↑  第1期（2019年）、第3シリーズ（2023年）
4. ↑  第4シーズン（2023年）、第5シーズン（2023年）
5. ↑  第1シーズン（2023年）、第2シーズン（2024年）
6. ↑  第1期（2023年）、第2期（2024年）
7. ↑  前章（2024年）、後章（2024年）
8. ↑  シーズン1（2024年）、シーズン2（2024年）

### 初出話一覧
1. ↑  第5話初出
2. 1 2  第1話初出
3. ↑  第2話初出
4. ↑  第7話初出
5. ↑  第3話初出
6. 1 2  第15話初出
7. ↑  第8話初出
8. ↑  第9話初出
9. ↑  第10話初出